# Акапулько, тело и душа
Акапулько, тело и душа (исп. Acapulco, cuerpo y alma) — мексиканская мелодрама с элементами драмы 1995 года производства телекомпании Televisa. Выпускалась в двух вариантах — оригинальной 160-серийной (21-22 минуты для показа в Мексике) и 80-серийной (41-44 минуты для показа во всём мире). Является ремейком телесериала Никто кроме тебя.

## Сюжет
Давид Монтальво — успешный бизнесмен, который пользуется престижем и социальным блеском. Его галантность позволяет ему иметь столько женщин, сколько он хочет. У него прекрасные отношения с его мачехой Еленой и его сестрой Синтией. Марсело, сводный брат Давида завидует и ненавидит его. Чтобы отомстить своему сводному брату, он познакомился в Сиуатанехо с Лореной, продавщицей рыбы, назвав себя Давидом Монтальво. Наивная Лорена поверила ему и спустя несколько месяцев они вышла за него замуж, но перед этим Марсело испортил двигатель самолёта Давида, из-за чего он попал в тяжёлую авиакатастрофу. Лорена очень переживает, что Давид Монтальво погиб в авиакатастрофе и приезжает в Акапулько в особняк Давида Монтальво, спустя какое-то время Марсело появился в доме под маской Давида и он рассказал Лорене всю правду, но та подала на развод. Если бы Марсело уговорил Лорену ещё раз жениться на вдове Давида Монтальво, то всё состояние Давида перешло бы Марсело, но порядочная женщина отвергла это предложение. Тем не менее, Давиду Монтальво удалось выжить, но у того была частичная амнезия и он не помнил, когда женился на Лорене. Со временем Давид и Лорена по настоящему влюбляются друг в друга, а Марсело бешено ревнует своего сводного брата и у него появились попытки скомпромитировать Лорену, и порою ему это удавалось. Сюжет почти точь-в-точь повторяет телесериал Никто кроме тебя.

## Создатели телесериала

### В ролях
- Патрисия Мантерола — Лорена Гарсия
- Сауль Лисасо — Дэвид Монтальво
- Гильермо Гарсия Канту — Марсело де Марис Перес
- Шанталь Андере — Хайдее Сан-Роман Монтенегро
- Карла Альварес† — Хулия Гарсия
- Эльса Агирре — миссис Ана Елена, вдова Монтальво
- Сесилия Габриэла — Синтия Монтальво
- Патрисия Навидад — Клара Флорес
- Фернандо Бальзаретти† — Аурелио Гарсия Мартинес
- Мануэль «Флако» Ибаньес — Теодоро
- Росанхела Бальбо† — Клаудия Черногория де Сан-Роман
- Летисия Пердигон — Рита Гомес
- Адриана Лават — Лилиана Сан-Роман Монтенегро
- Томас Горос — Герман Идальго
- Херман Гутьеррес — Пабло Альмонте
- Эдуардо Ривера — Оскар Родригес
- Хулио Уррета — Росендо
- Луча Морено — Клео
- Хулио Вега — Феликс
- Марсело Сезан — Энрике
- София Вергара — Ираксама
- Хуан Солер — Умберто Баутиста
- Далила Поланко — Хуана Дорантес
- Херман Берналь — Рауль
- Саморита — Гойо
- Росита Бушо — Дора Кампос
- Эди Хол — Артуро Дюран
- Альфредо Леаль — Рикардо де Марис
- Долорес Саломон «Ла Бодокито» — Мариэла
- Клаудия Вега — Марина Реаль
- Кала — Роналдо Торрес
- Алехандра Эспехо† — Эльвира Торрес
- Андреа Ноли — Сандра
- Лусеро Рейносо — Марта
- Жанетт Кандиани — Хулисса
- Марио Симарро — Али
- Хулио Маннино — Алекс
- Адела Айенса — Воге
- Ана Мария де ла Торре — Сайли
- Арасели Арамбула — Паулина Форре
- Хорхе Аухарас — Гаманиель

### Административная группа
- оригинальный текст: Мария Сараттини Дан
- адаптация с либретто: Эрик Вонн
- телевизионная версия: Валерия Филлипс
- литературный редактор: Георгина Тиноко
- музыкальная тема заставки#1: Cuerpo y alma
- автор текста песни и композитор: Фернандо Риба, Кико Кампос
- вокал: Патрисия Мантерола
- музыкальная тема заставки#2: Buscale el modo
- вокал: Патрисия Мантерола , Марсело Сезан , Шанталь Андере
- сценография: Хосе Контрерас
- начальница места проживания актёров: Сандра Кортес
- художники по костюмам: Лора Симонин, Алехандро Гастлум
- начальник съёмочной группы: Рауль Рейес Юкаб
- начальник местонахождения съёмок: Хорхе Диас Гонсалес
- начальник производства: Марко Антонио Кано
- координатор актёрской группы: Георгина Рамос
- координатор производства: Эрнесто Эрнандес
- менеджер по производству: Фаусто Сайнц
- начальник диалоговых речей актёров: Мартин Барраса
- редактор: Эктор Маркес
- оператор-постановщик: Фернандо Чакон
- режиссёры-постановщики: Хуан Карлос Муньос, Аурора Молина†
- продюсер: Хосе Альберто Кастро

## Награды и премии

### TVyNovelas(1 из 3)
| Номинация                 | Персона               | Итоги премии |
| ------------------------- | --------------------- | ------------ |
| Лучший злодей             | Гильермо Гарсия Канту | проигрыш     |
| Лучшее женское откровение | Патрисия Мантерола    | проигрыш     |
| Лучший женский выпуск     | Патрисия Мантерола    | ПОБЕДА       |